# العلاقات الجزائرية الكوستاريكية
العلاقات الجزائرية الكوستاريكية هي العلاقات الثنائية التي تجمع بين الجزائر وكوستاريكا.

## مقارنة بين البلدين
هذه مقارنة عامة ومرجعية للدولتين:
| وجه المقارنة                                              | الجزائر                      | كوستاريكا                                 |
| --------------------------------------------------------- | ---------------------------- | ----------------------------------------- |
| المساحة (كم2)                                             | 2.38 مليون                   | 51.10 ألف                                 |
| عدد السكان (نسمة)                                         | 38.81 مليون                  | 4.91 مليون                                |
| الكثافة السكانية (ن./كم²)                                 | 16.31                        | 96.09                                     |
| العاصمة                                                   | الجزائر                      | سان خوسيه                                 |
| اللغة الرسمية                                             | اللغة العربية، لغات أمازيغية | اللغة الإسبانية                           |
| العملة                                                    | دينار جزائري                 | كولون كوستاريكي                           |
| الناتج المحلي الإجمالي (بليون دولار)                      | 170.37 مليار                 | 57.06 مليار                               |
| الناتج المحلي الإجمالي (تعادل القوة الشرائية) بليون دولار | 582.63 مليار                 | 74.98 مليار                               |
| الناتج المحلي الإجمالي الاسمي للفرد دولار أمريكي          | 4.21 ألف                     | 11.26 ألف                                 |
| الناتج المحلي الإجمالي للفرد دولار أمريكي                 | 14.19 ألف                    | 14.92 ألف                                 |
| مؤشر التنمية البشرية                                      | 0.745                        | 0.766                                     |
| رمز المكالمات الدولي                                      | +213                         | +506                                      |
| رمز الإنترنت                                              | .dz                          | .cr، قائمة نطاقات المستوى الأعلى للإنترنت |
| المنطقة الزمنية                                           | ت ع م+01:00                  | 00                                        |

## منظمات دولية مشتركة
يشترك البلدان في عضوية مجموعة من المنظمات الدولية، منها:
| علم المنظمة | اسم المنظمة                               | تاريخ انضمام الجزائر | تاريخ انضمام كوستاريكا |
| ----------- | ----------------------------------------- | -------------------- | ---------------------- |
|             | الاتحاد البريدي العالمي                   | ?                    | ?                      |
|             | يونسكو                                    | 15 أكتوبر 1962       | 19 مايو 1950           |
|             | البنك الدولي للإنشاء والتعمير             | 26 سبتمبر 1963       | 8 يناير 1946           |
|             | منظمة التجارة العالمية                    | ?                    | ?                      |
|             | وكالة ضمان الاستثمار متعدد الأطراف        | 4 يونيو 1996         | 8 فبراير 1994          |
|             | الاتحاد الدولي للاتصالات                  | 3 مايو 1963          | 13 سبتمبر 1932         |
|             | منظمة الشرطة الجنائية الدولية             | ?                    | ?                      |
|             | مؤسسة التمويل الدولية                     | 23 سبتمبر 1990       | 20 يوليو 1956          |
|             | الأمم المتحدة                             | 8 أكتوبر 1962        | 2 نوفمبر 1945          |
|             | مؤسسة التنمية الدولية                     | 26 سبتمبر 1963       | 30 يونيو 1961          |
|             | الفريق المعني برصد الأرض                  | 2005                 | ?                      |
|             | منظمة حظر الأسلحة الكيميائية              | ?                    | ?                      |
|             | المركز الدولي لتسوية المنازعات الاستشارية | 22 مارس 1996         | 27 مايو 1993           |

## وصلات خارجية
- موقع وزارة الخارجية الجزائرية
- موقع وزارة الخارجية الكوستاريكية